# بيت جبرين
بيت جبرين (بالعبرية: בית גוברין «بيت غوفرين») كانت قرية عربية فلسطينية، تقع على بُعد 21 كيلومتر (13 ميل) شمال غرب مدينة الخليل. بلغت مساحتها الإجمالية نحو 56,185 دونم، أي ما يُعادل 56.2 كـم2 (13,900 أكر)، منها 287 دونم أي 0.28 كـم2 (69 أكر) كانت مساحة مبنية، وما تبقى أراضٍ زراعية.
خلال القرن الثامن قبل الميلاد، كانت القرية جزءًا من مملكة يهوذا. وفي عهد الملك اليهودي هيرودس كانت مركزًا إداريًا لمنطقة «إدوم». بعد اندلاع الثورة اليهودية الكبرى وثورة بار كوخبا أصبحت بيت جبرين مستعمرةً رومانية مزدهرة ومركزًا إداريًا رئيسيًا تحت اسم «إليوثيروبوليس». في أوائل القرن السابع الميلادي، خضعت بيت جبرين للحكم الإسلامي بقيادة عمرو بن العاص. في القرن الثاني عشر خلال الحكم الصليبي عُرفت القرية باسم «بيث غيبلين»، وكان عدد سكانها نحو 1,500 نسمة، حيث كانت تعد قرية كبيرة مقارنة مع القرى الأخرى التي كان يتراوح عدد سكانها ما بين 100 و150 نسمة. خضعت بيت جبرين لحكم المماليك والأتراك العثمانيين. في القرن التاسع عشر، سيطرت عشيرة «العزة» على بيت جبرين مُحاوِلةً دون جدوى التمرد على العثمانيين، فانتهى بها المطاف بالمنفى وإعدام قادتها المحليين.
في عهد الانتداب البريطاني على فلسطين، كانت بيت جبرين مركزًا للقرى المُحيطة بها. وفي حرب 1948 استولت القوات الإسرائيلية عليها مما تسبب بفرار أهلها. اليوم، يعيش العديد من لاجئي بيت جبرين في مخيمي العزة والفوار في جنوب الضفة الغربية. في سنة 1949 تأسس كيبوتس بيت غوفرين على أراضي القرية. في سنة 2014 أُدرجت كهوف بيت جبرين التاريخية إلى قائمة مواقع التراث العالمي لليونسكو.

## أصل التسمية

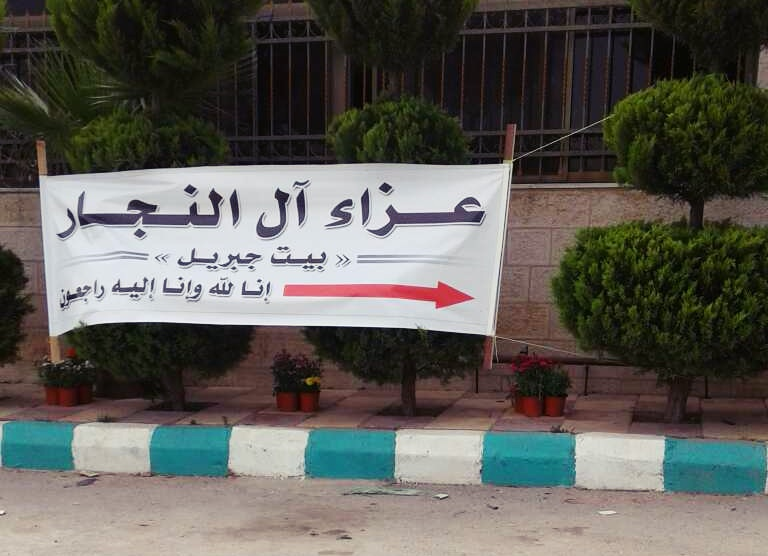
لافتة تشير إلى عزاء عائلة النجار في الأردن. حيث يرجع أصلهم إلى بيت جبرين أو كما ذُكر في اللافتة بيت جبريل.

كثيرًا ما تغير اسم القرية على مر العصور. فاسمها الآرامي «بيث غبرا» الذي ذكره الجغرافي بطليموس، والمُحرف عن (اليونانية: Βαιτογάβρα «بيتوغبرا»)، يُترجم إلى «بيت الرجال الأقوياء» أو «بيت الجبابرة». أطلق عليها الرومان اسمًا آخرًا وهو (باليونانية: Ἐλευθερόπολις «إليوثيروبوليس»)، ومعناه «المدينة الحرة». في اللوحة البويتينغرية في سنة 393 أُشير إلى القرية باسم «بيتوغبري». وفي التلمود وتحديدًا في القرنين الثالث والرابع الميلاديين ذكرت القرية باسم «بيت غوبرين» أو «بيت غوفرين». حتى العهد الصليبي، وقد عُرفت القرية باسم «بيث غيبلين». وقد كانت تُعرف القرية باسم «بيت جبريل» خلال العصور الوسطى وطول حكم السلالات الإسلامية المختلفة.

## التاريخ

### العصر الحديدي (ماريشا)
لم تكشف الحفرياتُ عن أي آثارٍ تعودُ إلى ما قبل العصر الحديدي، وهو العصر الذي كانت تتربع فيه بلدة ماريشا على تلٍّ يُعرف باسم تل صندحنة أو تل ماريشا أثناء عهد مملكة يهوذا. الأمرُ الذي يتوافق مع ما ذُكر في الكتاب المقدس العبري في عدة مواضع، إلا أن الفلكلور المحلي يقول أن أول من سكن بيت جبرين هم الكنعانيون. بعد تدمير مملكة يهوذا في سنة 586 قبل الميلاد، أصبحت مدينة ماريشا جزءًا من مملكة إدوم. في أواخر الفترة الفارسية استقرت جماعةٌ من الصيدونيين في ماريشا، وذكرت المدينة في برديات زينون (259 ق.م). خلال ثورة المكابيون التي اندلعت ما بين سنتي 167 و 160 ق.م كانت ماريشا مركزًا للهجمات ضد يهوذا لهذا تعرضت المدينة للثأر والانتقام من المكابيين. في 112 قبل الميلاد قام «جون هيركانوس الأول» ملك الحشمونيين بغزو وتدمير ماريشا. وبعد ذلك بقيت منطقة إدوم تحت السيطرة الحشمونية، واضطر الإدومينيون إلى التحول إلى اليهودية رغمًا عنهم. في سنة 40 قبل الميلاد دمر البارثيون ماريشا بالكامل، ولم تتم إعادة بنائها. بعد هذا التاريخ، علا شأن بيت غوفرين بالقرب من ماريشا لتكون المركز الرئيسي للمنطقة.

### العهد الروماني والعهد البيزنطي

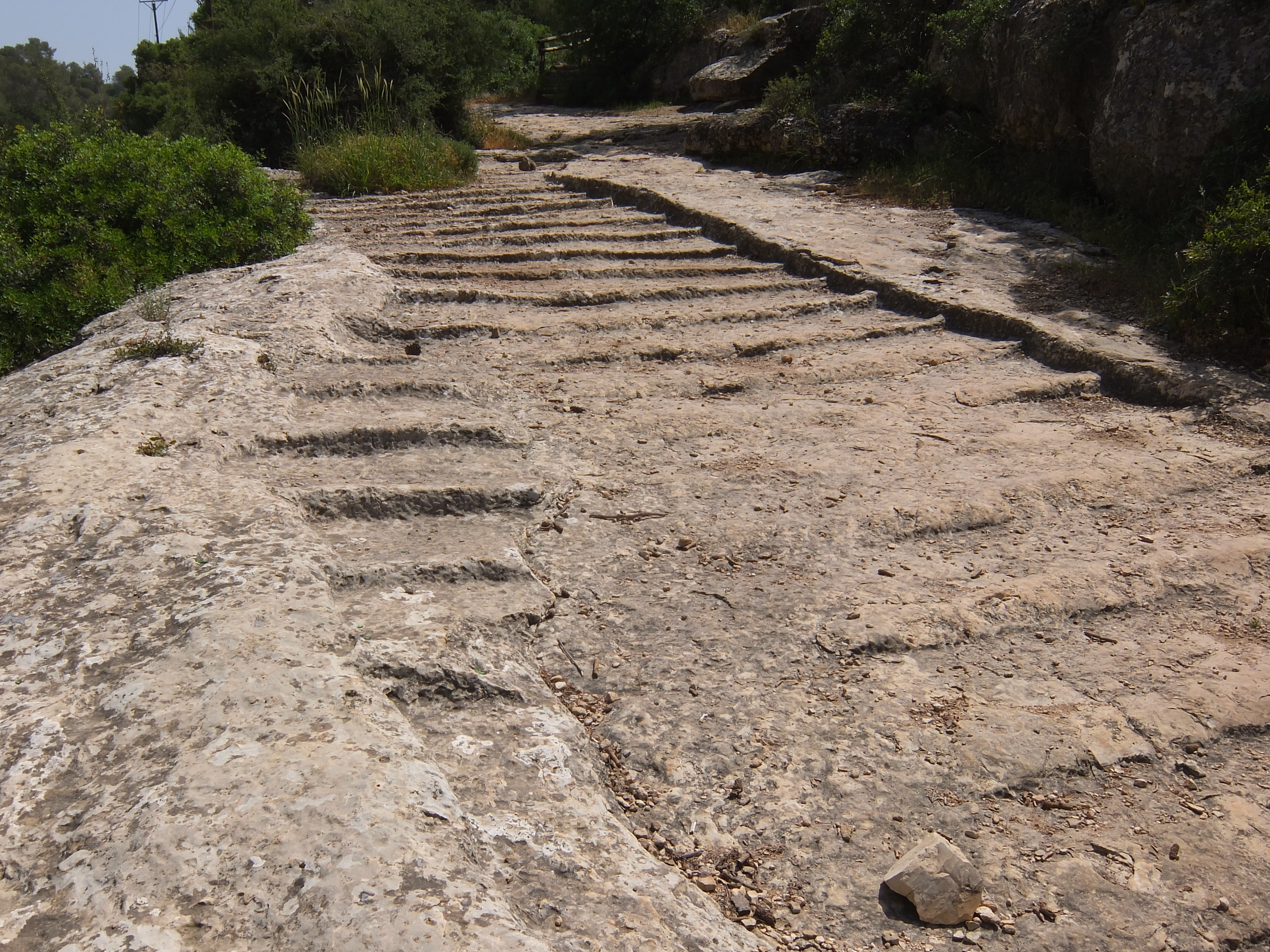
طريق روماني قديم يربط بيت جبرين بالقدس، عند الطريق الرئيسي رقم 375.

في عهد الإمبراطورية الرومانية اندلعت الثورة اليهودية الكبرى ما بين سنتي 66 و 73 على إثرها قام الإمبراطور الروماني فسبازيان في سنة 68 بذبح أو استعباد سكان «بيتاريس». وفقًا للمؤرخ اليهودي يوسيفوس: «عندما استولى فسبازيان على قريتين كانتا في وسط إدوم وبيتاريس وكفار طوبس، قام بسفك دماء أكثر من عشرة الآلاف من الناس، وأسر ما يزيد عن الألف، ونفى البقية منهم، ولم يضع ولو جزءًا صغيرًا من قواته الخاصة معهم، بل جعلها تجتاح وتخرب المنطقة الجبلية بأكملها». ومع ذلك
بقيت المدينة مأهولة باليهود حتى ثورة بار كوخبا التي اندلعت ما بين سنتي 132 و 135.
منح الإمبراطور الروماني سيبتيموس سيفيروس -الذي حكم الإمبراطورية ما بين سنتي 193 و 211- المدينة صفة بلدية، وغير اسمها إلى «إليوثيروبوليس» الذي يعني «المدينة الحرة»، وقد أعفى مُواطينها من دفع الضرائب. كما أن العملات النقدية التي سُكت في عهده حملت التاريخ 1 يناير 200، تخليدًا لذكرى تأسيسها. غطت إليوثيروبوليس مساحة 65 هكتارًا (160 أكر)، أي أنها كانت أكبر من إيليا كابيتولينا المدينة الرومانية التي بنيت على أنقاض القدس. ازدهرت المدينة في عهد الرومان، حيث شيدوا فيها المباني العامة والمنشآت العسكرية وقنوات المياه ومسرحًا كبيرًا.
انتشرت المسيحية في المدينة في القرنين الأول والثاني، بسبب موقعها على الطريق بين القدس وغزة. وقد كان أُسقف المدينة الأول «جوزيف بارسباس» أحد الرسل السبعين. في سنة 325 كانت إليوثيروبوليس مقر الأُسقف «ماكرينوس»، الذي شهد في تلك السنة مجمع نيقية الأول. ولد إبيفانيوس السلاميسي في إليوثيروبوليس وهو أُسقف سلاميس القبرصية، الذي أنشأ ديرًا في مكانٍ قريبٍ غالبًا ما وُرد ذكرهُ في جدالِ جيروم مع أساقفة القدس «روفينوس» و«جون». في القرنين الثالث والرابع ذُكرت المدينة باسم بيت غوفرين في التلمود مما يدل على الوجود اليهودي في المدينة آنذاك. وصفها أميانوس مارسيليانوس المؤرخ الروماني من القرن الرابع بأنها واحدة من المدن الخمسة الفلسطينية المميزة.

### الحكم الإسلامي
ذكر المؤرخ المسلم البلاذري عن بيت جبرين أنها واحدة من عشرة مدن تقع في جند فلسطين. وقد غزاها جيش الخلفاء الراشدين تحت قيادة عمرو بن العاص خلال عقد 630. كما كتب أيضًا أن العاص اتخذ ضيعةً في بيت جبرين تدعى عجلان باسم مولى له. روت رابطة «أناليكتا بولانديانا» في سنة 1904 أنه في سنة 638 قام الجيش الإسلامي بقطع رأس خمسين جنديًا في بيت جبرين من الحامية البيزنطية في غزة بعد رفضهم التخلي عن المسيحية وقد دفنوا في كنيسة بنيت على شرفهم. في بداية الصراع على الحكم بين علي ومعاوية لتولي الخلافة، غادر العاص المدينة في الحجاز وأقام في بيت جبرين مع ابنيه محمد وعبد الله.

ربما كانت المدينة مدمرة في سنة 788، لكن في سنة 796 دمرت بيت جبرين على يد رجال القبائل البدوية في مُحاولةٍ لمكافحة التأثير المسيحي في المنطقة خلال الحرب الأهلية بين الاتحادات القبلية العربية في المنطقة. ووفقًا لراهبٍ يُدعى «ستيفن» وصف بيت جبرين بأنها «كانت خراب، وسكانها رهن الاعتقال». ومع ذلك بحلول سنة 985، بدا أن المدينة التي كانت تحت الحكم العباسي آنذاك قد تحسنت أوضاعها، استنادًا إلى كتابات الجغرافي المسلم المقدسي عن بيت جبرين حينما قال: 
لا يوجد محاجر رخام في أي مكان في فلسطين، من المحتمل أن المقدسي قصد محاجر الطباشير الجوفية المعروفة اليوم باسم «المغر الجرسية».

### العهد الصليبي والمملوكي

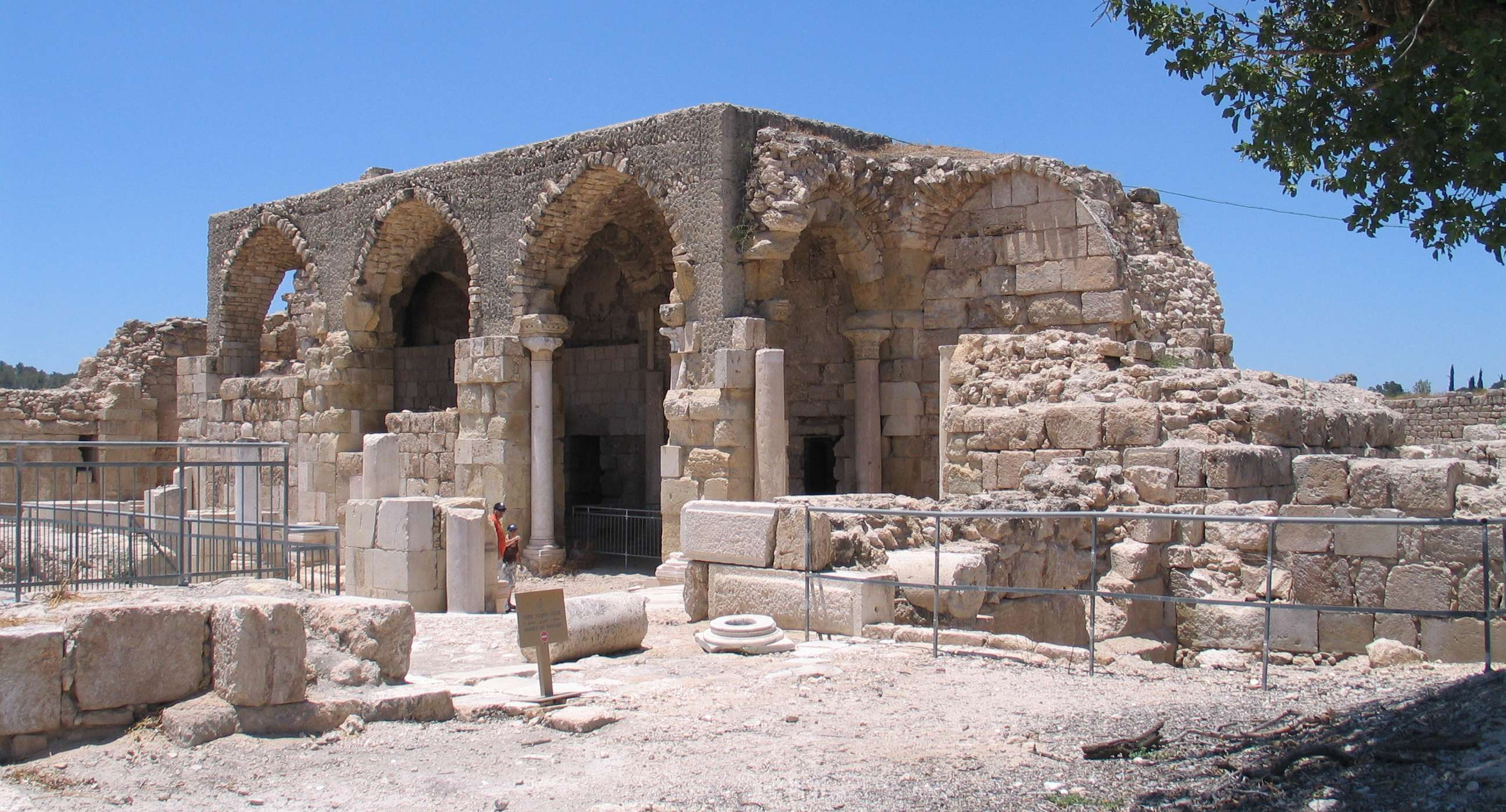
بقايا الكنيسة الصليبية في بيت جبرين، 2009.

في سنة 1099 غزا الصليبيون فلسطين وأسسوا مملكة بيت المقدس. وفي سنة 1135 أقام فولك ملك بيت المقدس قلعة على أراضي بيت جبرين، لتكون الأولى من سلسلة التحصينات آنذاك لضمان السيطرة الصليبية على موانئ قيسارية ويافا. في سنة 1136 منح الملك فولك القلعة للفرسان الإسبتارية. وفي سنة 1168 تم منح الفرسان ميثاقًا لإنشاءِ مُستعمرةٍ إفرنجية لهم وأسموها «بيث غيبلين». كان قد وعد المستوطنون المسيحيون في بيت جبرين المسلمين بحصة من الممتلكات التي قد نهبت منهم. عندما زار الرحالة اليهودي بنيامين التطيلي البلاد، التقى في المستعمرة بثلاثة يهود يعيشون هناك. في سنة 1187 غزا الأيوبيون بيث غيبلين بقيادة صلاح الدين الأيوبي، وأصبحت معظم مملكة بيت المقدس تحت السيطرة الإسلامية نتيجة انتصارهم في معركة حطين. بعد فترة وجيزة من استيلاء صلاح الدين أمر بهدم القلعة الصليبية. ما بين سنتي 1191 و 1192 كانت القرية تحت نفوذ هنري شامبانيا ملك بيت المقدس، في الوقت ذاته كان صلاح الدين وريتشارد قلب الأسد يتفاوضان بشأن إبرام الصُلح.
ومع ذلك بقيت بيث غيبلين تحت السيطرة الصليبية حتى سنة 1244، إلى أن استعادها الأيوبيون بقيادة الصالح أيوب. بحلول سنة 1283 سيطر المماليك عليها وأُدرجت ضمن نفوذ السلطان قلاوون. ازدهرت المدينة تحت راية السلطنة المملوكية في مصر وكانت بمثابة محطة بريد. في فترة الحكم المملوكي كانت بيت جبرين تابعة إداريًا إلى الخليل وكان ينتمي أهلها للمذهب الشافعي.

### الحكم العثماني

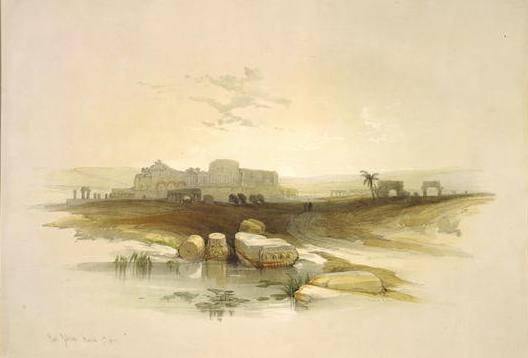
بيت جبرين في سنة 1839 بريشة ديفيد روبرتس.

في سنة 1516 غزا العثمانيون فلسطين منتصرين على المماليك في معركة مرج دابق. فأصبحت بيت جبرين تابعة إداريًا لناحية الخليل، التي كانت جزءًا من سنجق غزة. لم يُمارس العثمانيون سيطرة صارمة على أراضيهم، بل كانوا يميلون إلى إبقاء القادة المحليين في مواقعهم التقليدية طالما أنهم يمتثلون للسلطات العليا ويؤدون الضرائب للدولة. في فترة حكم سليمان القانوني سنة 1552، أُعيد بناء القلعة الصليبية المُدمرة جُزئيًا من أجل حماية الطريق الرئيسي بين غزة والقدس. في سنة 1596، تألف سكان بيت جبرين من 50 عائلة مسلمة. كانوا يؤدون الضرائب على غلالٍ من القمح والشعير، والسمسم، وكذلك الماعز وخلايا النحل.

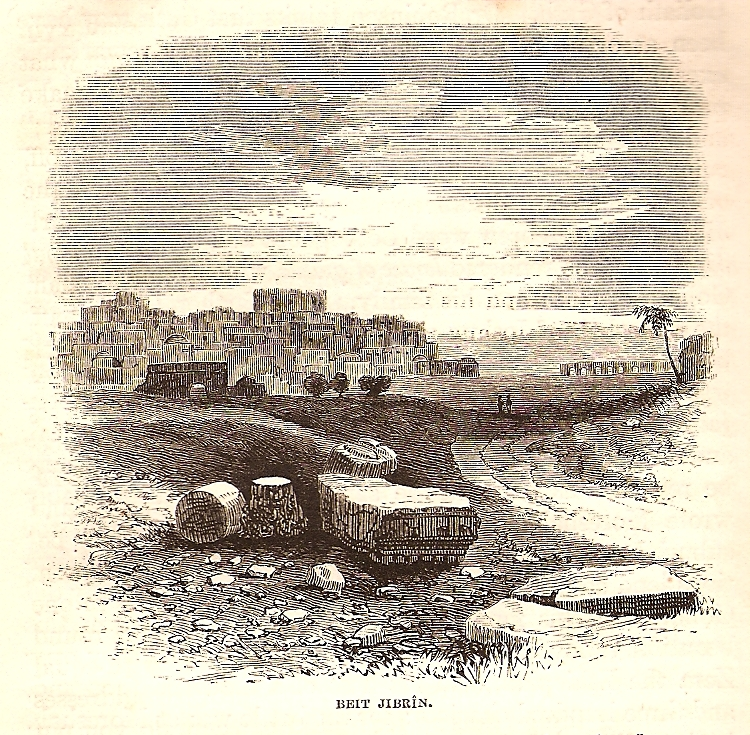
رسم تخطيطي لبيت جبرين في سنة 1859 من وليام مكلور طومسون.

في القرن التاسع عشر، كانت بيت جبرين إحدى قرى الكراسي، حيث كانت تحت نفوذ عشيرة العزة، التي حكمت المنطقة منذ هجرتها من مصر إلى فلسطين. في عقد 1840، بعد محاولة العثمانيين سحق القادة المحليين في جبال الخليل لرفضهم دفع الضرائب، انضمت عشيرة العزة إلى الثورة المحلية ضد الحكم العثماني. حيث انحازت إلى عشيرة عمرو من قرية دورا. ما بين سنتي 1840 و 1846 كانت هناك عداوة بين العشائر اليمنية والقيسية في جنوب فلسطين. وكانت عشيرتي العزة وعمرو منحازتين إلى العشائر القيسية، وقد كانوا بصراع دائم مع عشيرة أبو غوش المنحازة إلى العشائر اليمنية، التي كانت تقيم في محيط القدس. في سنة 1846، نتيجة الثورة ضد الحكم العثماني تم نفي كل من شيخ بيت جبرين مُصلح العزة، وزعيم عشيرة عمرو، وقادة محليون آخرون حتى أوائل عقد 1850 حيث سُمح لهم بالعودة.
في سنة 1855، حاول كامل باشا المعين حديثًا آنذاك على «سنجق القدس»، إخضاع التمرد في منطقة الخليل. حيث سار بجيشه نحو الخليل في يوليو 1855، وبعد نجاحه في ذلك، أمر باستدعاء المشايخ إلى معسكره. لم يستجب للاستدعاء العديد من المشايخ ومن ضمنهم مُصلح العزة وزعيم عشيرة عمرو. على أثر هذا طلب كامل باشا من القنصل البريطاني في القدس -جيمس فين- أن يكون مبعوثًا حتى يرتب له لقاءً مع مُصلح. فأرسل فين نائبه ليطمئن مُصلح ويؤكد له مأمنه في الخليل حتى أقنعه بذلك. فاستقبل كامل باشا مُصلح استقبالًا حارًا في الخليل، وعند عودته إلى بيت جبرين رافقه نحو 20 رجلا من رجال الباشا لحراسته. بعد فترة وجيزة قام كامل باشا بزيارة بيت جبرين لتسوية الشؤون وجمع الضرائب المتأخرة. وأقسم جميع المشايخ المحليين في منطقة الخليل على يمين الولاء للدولة.
في سنة 1838 زار عالم الكتاب المقدس الأمريكي إدوارد روبنسون بيت جبرين وأشار إلى أنها تقوم على موقع إليوثيروبوليس القديمة. وقد عثر المُستشرق السويسري «ألبرت سوكسين» وهو باحثٌ في الدراسات الشرقية على قائمةٍ عُثمانيةٍ رسميةٍ من سنة 1870، ووجد فيها أن عدد سكان بيت جبرين آنذاك كان 508 نسمة، مع ما مجموعه 147 منزلًا. على الرغم من أن هذا التعداد لم يشمل سوى الرجال. بدأ وضع بيت جبرين بالتدني طيلة القرن التاسع عشر. وفقًا للرحالةِ الغربيين كانت بيت جبرين «قرية صغيرة وغير مهمة»، حيث كانت العوامل الرئيسية التي أدت إلى ذلك هي اعتداءات البدو على قرى بيت جبرين، واندلاع ثورة العزة، والنزاع القبلي بين سكان البلدات والقرى في جميع أنحاء فلسطين والأوبئة التي ضربت القرية والمنطقة المُجاورة. في سنة 1896 قُدر عدد سكان القرية بحوالي 1,278 شخصًا.

### عهد الانتداب البريطاني
بعد أن استولى الجيش البريطاني على فلسطين ما بين سنتي 1917 و 1918 بعد الهزيمة العثمانية، استأنفت بيت جبرين دورها كمركزٍ مهم في منطقة الخليل. كان سكان القرية آنذاك من المسلمين، وتواجدت فيها مدرستان، وعيادة طبية، ومركز للشرطة. كان سكان القرية يزرعون الحبوب والفاكهة، وكان سكان القرى المجاورة يتوافدون إلى سوقها. خلال الشتاء ما بين سنتي 1920 و 1921 كان هناك تفشي حاد للملاريا، حيث توفي 157 شخصًا -سدس سكان القرية- وبقيت المحاصيل حينها غير محصودة بسبب قلة عدد الأشخاص القادرين على العمل في الحقول، لهذا باشر النظام البريطاني الجديد ببرنامجٍ لإغلاق الآبار المفتوحة، وتحسين الصرف، وتوزيع الكينين في أرجاء فلسطين. في تعدادٍ أجرته سلطات الانتداب البريطاني سنة 1922 لفلسطين، بلغ عدد سكان بيت جبرين نحو 1,420 مسلما، وفي تعداد سنة 1931، طرأ ارتفاعٌ بتعداد السكان حيث بلغ 1,804 نسمة، وتواجد في القرية نحو 369 منزلًا.
في سنة 1945 كان يعيش في بيت جبرين 2,430 مسلمًا، وقد بلغت مساحة أراضيها الإجمالية نحو 56,185 دونمًا. منها 2,477 دونمًا كانت بساتين مروية، وحوالي 3,500 دونمًا غُرست زيتونًا، ونحو 31,616 دونمًا اُستخدمت لزراعة الحبوب. في حين 287 دونمًا تم البناء عليها. كانت بيت جبرين ضمن الأراضي التي تم تخصيصها للدولة العربية بموجب قرار التقسيم الذي صدر عن الأمم المتحدة سنة 1947.

### حرب 1948

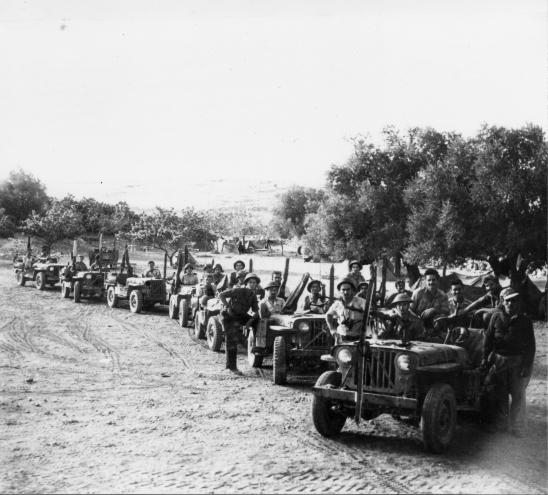
أفراد الكتيبة 89 خارج بيت جبرين خلال عملية يُوآف، أكتوبر 1948.

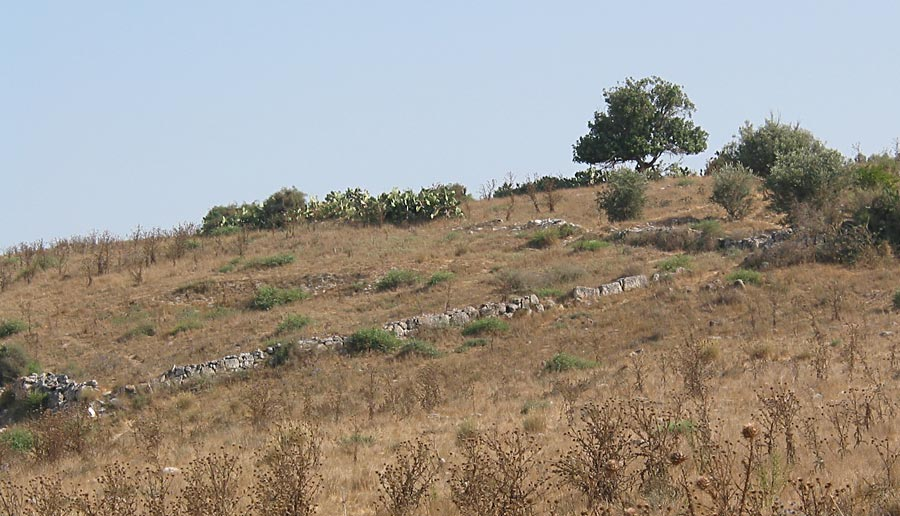
أنقاض بيت جبرين في سنة 2005.

عندما دخلت القوات المصرية فلسطين، في المراحل الأولى من الحرب، أُعطيت الكتيبة الأولى في الجيش المصري الأوامر لكي تتخذ مواقعًا لها في بيت جبرين، لوقوعها على خطوط الجبهة الفاصلة بين القوات الإسرائيلية والقوات المصرية، وكان ذلك في النصف الثاني من مايو 1948. ووُرد في صحيفة نيويورك تايمز، في أوائل مايو، أن آلافًا من سكان يافا نزحوا إلى منطقة الخليل، وسكن الكثير منهم الكهوف التاريخية لبيت جبرين.
في أكتوبر 1948، قام الجيش الإسرائيلي بعملية يُوآف، والتي اختلفت كثيرًا عن عملياته السابقة من ثلاثة أشهر مضت، إذ تم تجهيز الجيش بطائراتٍ ومدفعياتٍ ودباباتٍ. في 15 و 16 أكتوبر، شن الجيش الإسرائيلي هجمات شملها قصف عنيف على عدد من البلدات والقرى، بما فيها بيت جبرين. وبحسب ما ذكر المؤرخ الإسرائيلي موريس، فإن البلدات والقرى التي تم قصفها لم تكن مستعدة نفسيًا ولا دفاعيًا لضربات جوية، حيث قصفت القوات الجوية الإسرائيلية بيت جبرين في 19 أكتوبر مما أدى إلى فرار سكانها خوفًا وذعرًا.
في 23 أكتوبر، دخل أمر وقف إطلاق النار التي فرضته الأمم المتحدة إلى حيز التنفيذ، إلا أن القوات الإسرائيلية أطلقت غارة على حصن الشرطة المجاور في ليلة 24 أكتوبر، مما أدى إلى فرار المزيد من السكان من بيت جبرين. وفي 27 أكتوبر احتلت القوات الإسرائيلية من لواء غيفعاتي بيت جبرين. في سنة 2008 وصف لاجئٌ من بيت جبرين محنة عائلته أثناء حرب 1948 والهجوم العسكري الذي حل بقريته، حينما كان عمره حوالي 8 أشهر على النحو التالي:
| ” | أثناء حرب 1948، تعرضت القرية للهجوم من قبل الوحدات العسكرية الإسرائيلية وقصف الطائرات. في ذلك الوقت، استقبلت بيت جبرين العديد من اللاجئين من القرى المجاورة. الهجوم العسكري وقصف الطائرات أفزع السكان بشكل كبير. فهربوا وطلبوا المأوى في التلال المحيطة. عائلتي وجدت المأوى في كهف يبعد 5 كم شرق القرية. لقد تركوا كل شيء في منازلهم، آملين العودة بعد بضعة أيام عندما يكون الهجوم قد انتهى. إلا أن الإسرائيليون لم يسمحوا لهم بالعودة. وقد قتل العديد من الرجال حينما حاولوا العودة. | “ |

في سنة 1949 أنشأت الحكومة الإسرائيلية كيبوتس بيت غوفرين على أراضي القرية. وقد تم إدراج المناطق المستكشفة التي يعود تاريخها إلى فترة مملكة يهوذا والفترة الهلنستية والرومانية البيزنطية والصليبية في حديقة وطنية إسرائيلية كبيرة مع نقاط جذب رئيسية للسياح. وهناك القليل من التركيز والاهتمام على أي وجود للآثار العربية داخل الحديقة، وتحديدًا من فترة القرن السابع فصاعدًا.

## الجغرافية
كانت تقع بيت جبرين في منطقةِ سُهولٍ وتلالٍ مُنخفضة تُعرف اليومَ (بالعبرية: הַשְּפֵלָה «هَشْفِيلاه»)، الواقعة بين السهل الساحلي غربًا وجبال الخليل شرقًا. كانت تبعدُ نحو 21 كـم (13 ميل) شمال غرب الخليل. وكان مُتوسّط ارتفاعها نحو 275 م (902 قدم) فوق سطح البحر. وكانت تجاورها العديد من القُرى التي هُجرت سنة 1948، كقرية كدنة التي كانت تقع إلى الشمال منها، والقبيبة إلى الجنوب الغربي، والدوايمة إلى الجنوب. ومن القرى القائمة حتى الآن، بيت أولا حيث كانت تقع إلى الشرق منها، وإذنا إلى الجنوب الشرقي. تاريخيًا، كانت بيت جبرين تقع على الطريق الرئيسي بين القاهرة والخليل، عبر غزة.
في سنة 1945، بلغت مساحة أراضي بيت جبرين الإجمالية نحو 56.1 كـم2 (21.7 ميل2)،
98% منها كانت مملوكة للعرب. وقد بلغت مساحة المنطقة الحضرية للقرية نحو 287 م2 (0.071 أكر)، وكان هُناك نحو 33.2 كـم2 (8,200 أكر) أراضٍ صالحة للزراعة، و21.6 كـم2 (5,300 أكر) أراضٍ غير صالحة للزراعة. وقد تمت زراعة نحو 54.8% من أراضي القرية بمحاصيل الحبوب، و6.2% زيتون، و4.4% محاصيل مروية.
تحتوي منطقة بيت جبرين على عددٍ كبير من الكُهوف تحت الأرض، وكانت هذه الكهوف الطبيعية أو تم حفرها على يد سكان المنطقة على مر القرون. حيث كانت تُستخدم في المحاجر، أو الدفن، أو كانت عبارة عن ورش للعمل، أو مساحات لتربية الحمام، أو عبارة عن مأوى وملاذ آمن للحيوانات، ويُقدر عددها بِـ 800 كهف. تتصل العديدُ من هذه الكهوف ببعضها البعض مُشكّلة ما بينها متاهةً من الممرات. 80 منها تعرف بالمغر الجرسية لشبهها الكبير بشكل الجرس، حيث يكون لها فتحة من الأعلى ثم تتوسع مع النزول إلى الأسفل. ويحتضن هذه الكهوف متنزه بيت غوفرين الوطني.

## الآثار
اليوم، يُمكن زيارة العديد من المناطق المستكشفة في ماريشا وبيت جبرين كَجُزءٍ من متنزه بيت غوفرين-ماريشا الوطني الإسرائيلي. الذي تُجرى فيهِ ندوات أثرية مرخصة من سلطة الآثار الإسرائيلية، وتقوم بتنقيباتٍ عن العديد من أنظمة المحاجر في ماريشا، وعادةً ما تدعو الزوار للمُشاركة. كما أجرت سلطة الآثار الإسرائيلية تنقيبات على بعد حوالي 12 كم شمال شرق بيت جبرين، واكتشفت هناك قطعًا أثرية يُعتقد أن عُمرها حوالي 6,500 سنة. وشملت الاكتشافات أوانٍ فخارية وأدوات حجرية وغيرها.
تم التنقيب عن بقايا مدينة ماريشا على تل صندحنة أو تل ماريشا لأول مرة ما بين سنتي 1898 و 1900 على يد عالمي الآثار «فريدريك جونز بليس» و«روبرت آلكسندر ستيوارت ماكاليستر» اللذين اكتشفا مدينة هيلينستية مُخططة ومُحصنة مُحاطة بأسوارٍ وأبراج. كما أجرت سلطة الآثار الإسرائيلية ما بين سنتي 1989 و 2000 حفريات واسعة النطاق تحت إشراف البروفيسور «آموس كلونر» وأجرتها بشكل رئيسي في مدينة ماريشا السفلى، مركزة على السطح وعلى المجمعات الجوفية. استمرت الحفريات في العديد من المجمعات الجوفية ما بين سنتي 2001 و 2008.
كشف كلونر عن مُدرجٍ روماني ما زالت آثاره محفوظة بشكلٍ كبيرٍ. ومن بين الاكتشافات الفريدة الأخرى كان الحمام الروماني الذي تأكد أنه الأكبر في إسرائيل والأراضي الفلسطينية. لا يزال من الممكن مشاهدة العديد من معاصر الزيتون، والكولمباريوم، وصهاريج المياه في المدينة القديمة. وقد اكتشف كلونر أقل من 10 بالمائة من كهوف تل ماريشا.
تقع أنقاض ثلاث كنائس تعود إلى العصر البيزنطي في بيت جبرين. كنيسة على التل الشمالي من البلدة، اُستخدمت لاحقًا كمسكن خاص، كانت تحتوي على فسيفساء متقنة تصور الفصول الأربعة وقد خُربت أثناء الحرب العربية الإسرائيلية في سنة 1948. وكنيسة في جنوب البلدة، المعروفة باسم خربة صندحنة، حيثُ هذه التسمية هي تحريف لكلمة سانت آن (القديسة حنة). لا يُعطي العهد الجديد أي معلومات عن أم مريم العذراء، لكن الإنجيل المُنتشر على نطاقٍ واسعٍ؛ إنجيل يعقوب -المشكوك في صحته- يُعطيها اسم حنة، ومسقط رأسها بيت لحم. وفي تقليدٍ مسيحيِّ آخرٍ، بيت جبرين هي مسقط رأسها. تم إعادة بناء الكنيسة البيزنطية الأولى على يد الصليبيين في القرن الثاني عشر. واليوم، لا تزال الحنية مع نوافذها الثلاثة المقوسة وسقفها ذو نصف القبة في حالةٍ سليمةٍ.

## التركيبة السكانية
كان سكان بيت جبرين خلال الفترة الرومانية مزيجًا من اليهود والمسيحيين والوثنيين. في ظل الحكم الإسلامي، أصبح الإسلام تدريجيًا الدين المهيمن، وبحلول القرن العشرين، أصبح جميع السكان مسلمين.
في سجلات الضرائب العثمانية لسنة 1596، كان عدد سكان القرية 275 نسمة. وفي أواخر القرن التاسع عشر بلغ عدد سكانها نحو 900 نسمة، بينما قدر عدد سكانها في سنة 1896 بحوالي 1,278 نسمة. أما في سنة 1912 فقدروا حينها بنحو 1,000 نسمة، وبنحو 1,420 نسمة بالعقد الذي تلاه. وفقًا لتعداد سكان فلسطين سنة 1931، كان عدد سكان بيت جبرين 1,804 نسمة. وقد أظهر استطلاعٌ للأراضي والسكان قام به الباحث سامي هداوي في سنة 1945 زيادة حادة بعدد سكان القرية حيث وصل إلى 2,430 نسمة. وفي سنة 1948، كان عدد سكان القرية المتوقع هو 2,819 نسمة.
قُدر عدد اللاجئين من بيت جبرين، بمن فيهم أحفادهم، بِـ 17,310 لاجئ في سنة 1998. ويعيش العديد منهم في مخيمي العزة (يسمى أيضًا بيت جبرين) والفوار في جنوب الضفة الغربية.

## الثقافة

### التطريز

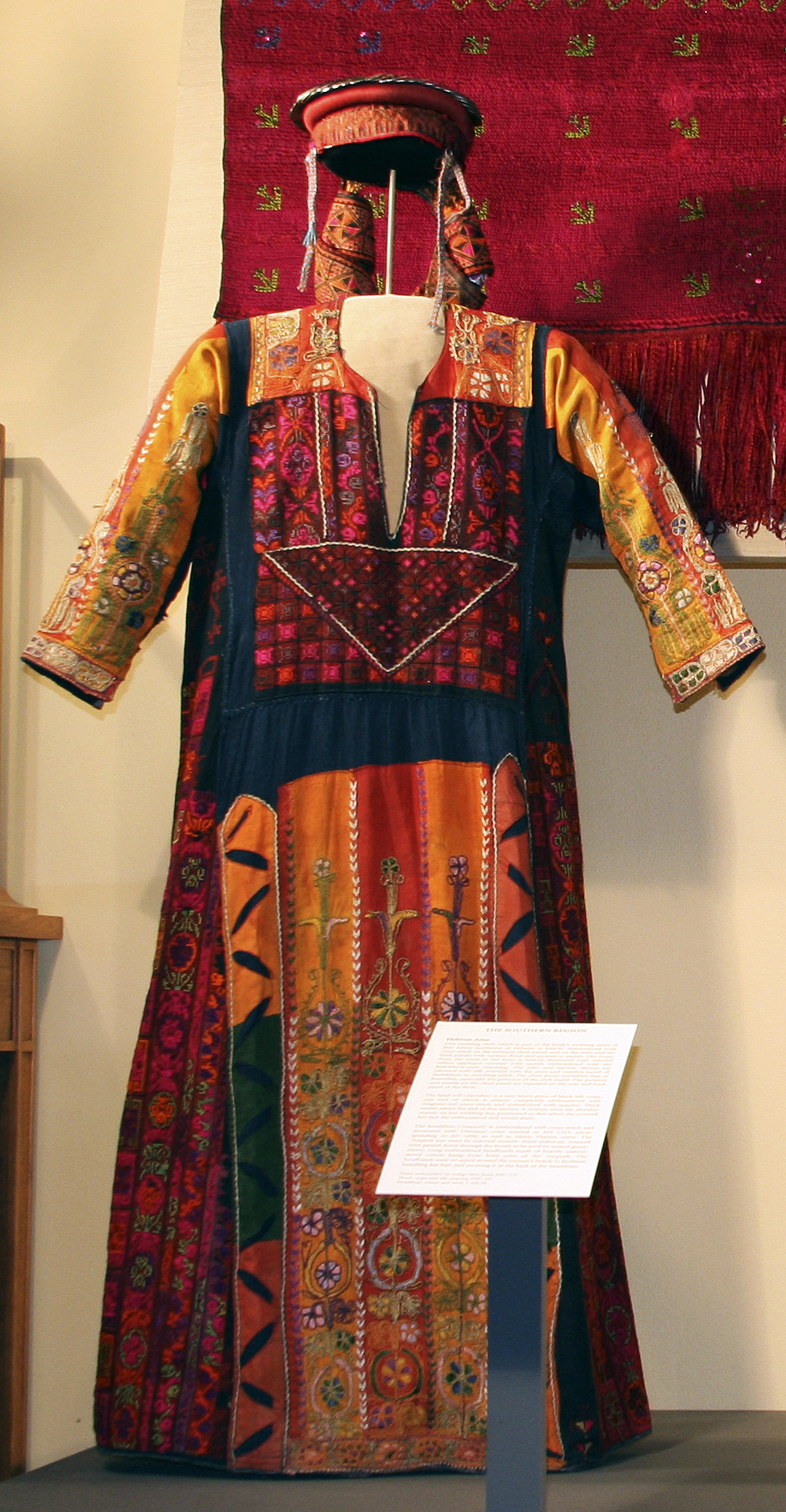
الفُستان التقليدي لحفل زفاف العروس في بيت جبرين، معروض في المعهد الشرقي بشيكاغو.

عُرفت بيت جبرين والخليل والقرى المحيطة بها بتطريز الثوب الفلسطيني. ومن الأمثلة على ذلك «جلاية المرأة» (فُستان الزفاف) من بيت جبرين، الذي يعود تاريخه إلى عام 1900، والموجود في متحف الفن الشعبي الدولي في سانتا فيه عاصمة ولاية نيومكسيكو الأمريكية. كان هذا اللباس ذو الأكمام الطويلة المُدببة يُنسج يدويًا من الكتان النيلي. وكانت «القَبّة» (طوق الثوب الذي يُحيط بالعُنق) مزخرفة مع «القلايد» (ما يُوضع في العنق من حُلي ونحوه) بالعديد من الأنماط التقليدية مثل: المَيّا (ماء)، والفرانة (زوجة الخباز)، وشجر السرو، وغيره. وقد كان يطرز الثوب من جوانبه عبر الإبرة في تشكيلةٍ متنوعة من الأنماط التقليدية.
وكان هُناك لباس آخر وهو «الشمبر» (حجاب كبير) الذي يظهر في الصورة أدناه، حيث يعود تاريخه إلى أواخر القرن التاسع عشر، كان يُرتدى في الأعراس والمهرجانات. وهو مصنوع من الحرير الأسود المنسوج يدويًا مع حواف حمراء كثيفة منفصلة. وهُناك أيضًا «العراقية» (غطاء للرأس) تكون مطرزة بالإبرة، ومزينة بقطعٍ نقديةٍ عُثمانية مسكوكة من سنة 1223هـ (1808)، وأيضًا عُملة أُخرى كانت تالر ماريا تريزا، وكانت ترتديها النساء المتزوجات وكانت تُورث من جيلٍ إلى آخر. وأيضًا هُناك عصابة الرأس التي تكون مُطرزة وطويلة مصنوعة من القطن، كانت تُلف من كلا جانبيها حول جدائل المرأة لتسهيل جمع شعرها، وتُربط مع الجزء الخلفي من غطاء الرأس.

### المزارات
وفقًا للموروث الإسلامي، فإن بيت جبرين هي المكان الذي يضم رُفات الصحابي تميم الداري، الذي اُشْتُهِرَ بتقواه. وقد أقطعه النبي محمد أرض الخليل، وكتب له كتابًا جاء فيه:
| ” | بسم الله الرحمن الرحيم، هذا ما أنطى محمد رسول الله لتميم الداري وأصحابه، أني أنطيتكم حبرون والمرطوم وبيت إبراهيم، وما بينهم وجميع ما فيهم نطية بَتٍّ، ونفذتُ وسلمتُ ذلك لهم ولأعقابهم من بعدهم أبد الأبد، فمن آذاهم فيها آذاه الله، شهد أبو بكر بن أبي قحافة وعمر بن الخطاب وعثمان بن عفان ومعاوية بن أبي سفيان، وكتبه علي وشهد. | “ |

وعندما استولى المسلمون على فلسطين أصبحت عائلة الداري متولية وقف الخليل الإسلامي، وتصرفت بأموال الوقف حسب الشرع الإسلامي، وكانت تقدم يوميًا وجبة طعام لخمسمئة شخص من الفقراء وضيوف المدينة، ما أكده الرحالة الفارسي ناصر خسرو. وقد اقتسم الأخوان تميم ونعيم الداري المسؤولية على المدينة وما جاورها، فتولى تميم مسؤولية الوقف والفقه، وتولى أخوه نعيم مسؤولية الأرض والزراعة والرعي.
حتى يومنا هذا، يُعتبر مزار الداري الواقع في شمال غرب بيت جبرين مكانًا يقصدهُ المُسلمون المحليون، كما يُعد المكان الأكثر تبجيلًا في بيت جبرين من بين المواقع الإسلامية المُقدسة الأخرى كمقام الشيخ محمود وضريح الشيخة أمينة.

## معلومات
1. ↑  «اللوحة البويتينغرية» هي خريطة رومانية قديمة تُبين شبكة الطرق العسكرية في الإمبراطورية.
2. ↑  تعتبر «الثورة اليهودية الكبرى» الأولى من بين الثورات اليهودية الثلاث التي تمرد بها اليهود على الحكم الروماني.
3. ↑  «قرى الكراسي» هي مجموعة من القرى الفلسطينية التي كان يسيطر عليها المشايخ من العائلات الكبيرة ذات النفوذ القوي، وبلغ عددها نحو 24 قرية.